# Aggretsuko
Aggretsuko, auch bekannt unter dem japanischen Originaltitel Aggressive Retsuko (japanisch: アグレッシブ烈子, Hepburn: Aguresshibu Retsuko), ist eine japanische animierte Comedy-Streaming-Fernsehserie, die auf dem gleichnamigen Charakter basiert, der von „Yeti“ für die Maskottchen-Firma Sanrio geschaffen wurde. Der Charakter erschien zuerst in einer Reihe von animierten Kurzfilmen von Fanworks, die auf TBS Television zwischen April 2016 und März 2018 ausgestrahlt wurden.
Eine Web-Anime (ONA)-Serienadaption wurde im April 2018 weltweit auf Netflix gestartet, gefolgt von einer zweiten Staffel im Juni 2019, einer dritten Staffel im August 2020 und einer vierten Staffel im Dezember 2021.
Eine Comic-Serienadaption von Daniel Barnes und D.J. Kirkland wurde von Oni Press veröffentlicht. Die erste Ausgabe wurde am 5. Februar 2020 veröffentlicht.
Das Handyspiel Aggretsuko: The Short Timer Strikes Back, wurde von Hive für Android und iOS im Juli 2020 veröffentlicht. Das Spiel ist weltweit erhältlich und enthält die kompletten 100 kurzen Episoden, die einzeln über das normale Gameplay freigeschaltet werden müssen. Die kurzen Episoden sind zwar untertitelt, wurden aber nicht in andere Sprachen synchronisiert.

## Plot
Retsuko ist eine 25-jährige, alleinstehende, anthropomorphe rote Pandadame (wobei andere Charaktere ebenfalls anthropomorphe Tiere sind). Sie arbeitet in der Buchhaltungsabteilung eines japanischen Handelsunternehmens und versucht, sich mit den typischen Problemen junger Erwachsener im Japan des 21. Jahrhunderts auseinanderzusetzen.
Da Retsuko jeden Tag mit der ständigen Frustration durch aufdringliche Vorgesetzte und Kollegen konfrontiert ist, lässt sie ihre Emotionen heraus, indem sie jeden Abend in eine Karaoke-Bar geht und Death Metal singt. Nach fünf Jahren Arbeit im Alltag führt Retsukos Elend dazu, dass sie eine Reihe von Ereignissen erlebt, die ihren Job in Gefahr bringen, sie dazu zwingen, ihre Beziehungen zu den Kollegen zu ändern, und schließlich ihr Leben auf unerwartete Weise verändern. Sie sucht weiter nach Wegen, um ihr Glück zu finden, und kommt schließlich zu dem Schluss, dass sie eines Tages heiraten und eine Familie gründen möchte. Leider führt ihre soziale Angst in Kombination mit ihrer Naivität dazu, dass sie bei der Verfolgung ihrer Träume oft in weitaus größere Schwierigkeiten gerät als sie erwartet.
Ab Staffel 4 konzentriert sich die Serie weniger auf Retsuko als Protagonistin und mehr auf ihre Kollegen im Büro, die alle ihre eigenen Probleme haben.

## Charaktere
Info: 🎵 bezieht sich darauf, dass diese Person in synchronisierten Versionen diejenige ist, die singt.

### Retsuko (烈子)
• Sprecherin 🇯🇵,🎵: Kaolip, Rarecho

• Sprecherin 🇩🇪: Julia Stoepel

• Spezies: roter Panda

Eine 25-jährige rote Pandadame, die in der Buchhaltungsabteilung ihrer Firma Frust über ihren Job ablässt, indem sie in einer Karaoke-Bar Death Metal singt. Sie ist eine liebenswerte, introvertierte Person, die unter sozialen Ängsten leidet und zu unrealistischen Träumen neigt, die sich negativ auf sie und ihr Umfeld auswirken. Nachdem Retsuko ihren Chef Ton im Fernsehen schlecht gemacht hat, gibt Ton ihr den Spitznamen „Kurzzeitler“/„Zeitarbeiter“ (japanische Synchronisation) bzw. „Aushilfskraft“ (deutsche Synchronisation), was bedeutet, dass ihr Job auf dem Spiel steht.
Wenn sie mit einem neuen Problem konfrontiert wird, sei es ein persönliches oder ein anderes, zieht sie sich schnell in eine Ecke zurück und versucht, das Problem allein zu lösen, wenn sie nicht sogar ganz aufgibt. Das zeigt, dass es ihr an emotionaler Reife mangelt und sie sich Anderen nur ungern anvertraut. Mit Hilfe ihrer Freunde und – ironischerweise – der Mitarbeiter, die sie oft nicht ausstehen kann, entwickelt sie jedoch langsam eine gesündere Gefühlslage. In Staffel 3 geht sie mit ihrem Death-Metal-Gesang an die Öffentlichkeit und beginnt damit einen lukrativen Nebenverdienst.

### Direktor Ton (トン)
• Sprecher 🇯🇵,🎵: Souta Arai

• Sprecher 🇩🇪: Tilo Schmitz

• Spezies: Schwein

Der Direktor der Buchhaltungsabteilung, der Retsuko durch unverhohlenen Sexismus und Überarbeitung ständig das Leben schwer macht. Er verbringt viel Zeit damit, Golf im Büro zu spielen, anstatt zu arbeiten. Es stellt sich heraus, dass er ein unglaublich geschickter und schneller Buchhalter ist, obwohl er ein technischer Analphabet ist und deshalb immer noch einen Schieber benutzt. Obwohl er Retsuko regelmäßig herabwürdigt, wird angedeutet, dass er sie sehr respektiert und sie möglicherweise als seine Nachfolgerin sieht. Mehr als einmal hat er sich mit seiner Weisheit rechtzeitig in ihr Privatleben eingemischt, um sie aus Situationen zu retten, die ihr Kummer bereiten.
Trotz seiner Härte hat er ein Faible für seine Familie und verheimlicht ihr zunächst, dass er dazu genötigt wurde, seinen Job aufzugeben. Er schützt auch seine Mitarbeiter und weigert sich, jemanden aus der Buchhaltung zu entlassen, obwohl der neue Präsident ihn dazu ermuntert.

### Fenneko (フェネ子,Feneko)
• Sprecherin 🇯🇵: Rina Inoue

• Sprecherin 🇩🇪: Tanja Schmitz

• Spezies: Fennek (afrikanischer Wüstenfuchs)

Retsukos Kollegin und engste Freundin im Büro. Sie ist sehr scharfsinnig und einfühlsam und in der Lage, den geistigen Zustand eines Menschen allein durch Beobachtung seiner Gewohnheiten und Abweichungen von seinen üblichen Mustern zu erkennen – vor allem, indem sie die sozialen Medien der anderen unter die Lupe nimmt. Von Natur aus zynisch, kritisiert sie oft offen etwas, nur um sich später daran zu erfreuen, manchmal bis hin zur Besessenhaftigkeit. Sie hat auch eine enge Beziehung zu Haida und eine ungewöhnliche Rivalität mit Tsunoda. Sie hat ein sehr markantes, monotones Lachen.

### Haida (ハイ田)
• Sprecher 🇯🇵,🎵: Shingo Kato

• Sprecher 🇩🇪: Rainer Fritzsche

• Spezies: Tüpfelhyäne

Retsukos sanftmütiger Kollege, der in sie verknallt ist. Die umständliche Art, seine Gefühle zu gestehen, bringt ihn in viele komische Situationen; in vielerlei Hinsicht hat er die gleichen sozialen Ängste und Vertrauensprobleme wie Retsuko, was zu einer schlechten Kommunikation mit ihr führt. Obwohl er zurückgewiesen wird, kämpft er weiter und sehnt sich nach ihr, wobei er oft schlecht reagiert, wenn sie mit jemandem ausgeht. Er lässt Retsuko eine Menge Freiraum, um sich selbst in Schach zu halten, und kümmert sich aufrichtig um Retsukos Wohlbefinden und Glück. Haida ist ein begeisterter Punkrock-Fan und spielt Bassgitarre. Haida ist ein begabter Programmierer und IT-Fachmann, aber seine Arbeit wird von den technisch ungebildeten Senioren in der Buchhaltung häufig abgetan, was ihn frustriert. In Staffel 4 wird Haida plötzlich zum Leiter der Buchhaltung befördert, verlässt aber später das Unternehmen, da er gezwungen wurde, sich an einem Finanzbetrug zu beteiligen.

### Direktor Gori (ゴリ)
• Sprecherin 🇯🇵: Maki Tsuruta

• Sprecherin 🇩🇪: Antje Von Der Ahe

• Spezies: Gorilla

Eine Gorilladame, die als Marketingdirektorin in Retsukos Firma arbeitet. Zusammen mit Frau Washimi und Retsuko macht sie Yoga und schließt sich ihr schließlich beim Karaoke an. Trotz ihrer ernsten Art bei der Arbeit lässt sie sich leicht begeistern und hat großes Interesse daran, sich mit Retsuko anzufreunden. Ein Running Gag bei Gori ist ihre übertriebene Trauer über gescheiterte, meist romantische Beziehungen. Obwohl sie 40 Jahre alt und unglaublich karriereorientiert ist, hofft sie immer noch, eines Tages zu heiraten, und unternimmt weiterhin kühne Versuche, „den Richtigen“ zu finden.

### Frau Washimi (鷲美)
• Sprecher 🇯🇵: Komegumi Koiwasaki

• Sprecher 🇩🇪: Sabine Amhold

• Spezies: Sekretär (Vogel)

Sie arbeitet als Sekretärin des Firmenchefs. Aufgrund der Unfähigkeit des eigentlichen Chefs ist sie de facto der Chef des Unternehmens. Sie ist willensstark und selbstbewusst, sehr weise und gibt Retsuko eine Menge voraussehender Ratschläge, wenn sie nicht gerade damit beschäftigt ist, Goris Erregbarkeit im Zaum zu halten. Manchmal führt sie Axthiebe aus, um diejenigen einzuschüchtern, die sie frustrieren (meistens ihren Chef), und verkörpert damit das klassische Jagdverhalten ihres Tieres. Obwohl sie sehr besonnen ist, verliert sie die Fassung, wenn das Thema Heirat zur Sprache kommt, da sie in ihrer Vergangenheit eine bittere Scheidung nach einer viermonatigen Ehe durchgemacht hat.

### Tsunoda (角田)
• Sprecher 🇯🇵: Rina Inoue

• Sprecher 🇩🇪: Maria Hönig

• Spezies: Gazelle

Eine freche, habgierige Kollegin von Retsuko, die sich häufig bei Ton einschleimt, um in einer vorteilhaften Position zu bleiben und ihre eigene Arbeitslast zu verringern. Ihre schamlose Herangehensweise an die Büropolitik und ihr Ruhm in den sozialen Medien bringt ihr den Zorn vieler Kollegen ein. Sie ist sehr selbstbewusster und aufrichtiger, als ihre Persönlichkeit es vermuten lässt. Sie ist eine Expertin darin, den emotionalen und mentalen Zustand ihrer Mitmenschen zu erkennen. Im Laufe der Serie entwickelt sie allmählich eine engere Freundschaft mit Fenneko.

### Komiya (小宮)
• Sprecher 🇯🇵: Sota Arai

• Sprecher 🇩🇪: Gerald Schaale

• Spezies: Erdmännchen

Tons rechte Hand und sein Untergebenener. Wie Tsunoda schleimt sich Komiya bei Ton ein, aber er scheint durch echte Bewunderung für Ton motiviert zu sein, während Tsunoda dies nur zu ihrem eigenen Vorteil tut. In Staffel 3 wird enthüllt, dass er einen beliebten Blog über JPop-Idole betreibt und ein großer Fan von Retsuko wird, nachdem er sie auf der Bühne singen sah.

### Tsubone (坪根)
• Sprecherin 🇯🇵: Maki Tsuruta

• Sprecherin 🇩🇪: Isabella Grote

• Spezies: Komodowaran

Eine Kollegin, der Retsuko in der Buchhaltungsabteilung vorgesetzt ist. Sie ist sehr herablassend und genießt es, andere scheitern zu sehen, indem sie Leuten normalerweise eines ihrer vielen luftdicht versiegelten Snackgläser zum Öffnen gibt. Ähnlich wie Ton nutzt sie ihr höheres Dienstalter häufig aus, um Retsuko ihre zusätzliche Arbeit aufzudrängen. Es wird angedeutet, dass sie ein enges Verhältnis zu Ton hat, da sie fast genauso lange in der Buchhaltung arbeitet wie er. Außerdem ist sie auch eine technische Analphabetin und wehrt sich, wenn man sie bittet, ihre Arbeitsweise zu aktualisieren.

### Kabae (カバ恵)
• Sprecherin 🇯🇵: Yuki Takahashi

• Sprecherin 🇩🇪: Almut Zydra

• Spezies: Hippopotamus

Retsukos schwatzhafte Arbeitskollegin. Kabae ist eine Frau mittleren Alters, die als Gerüchteküche des Unternehmens dient und häufig den Mund aufmacht. Sie lässt sich sehr leicht von neuen Gerüchten anstecken, behauptet aber, nie etwas Böses zu verbreiten. Sie ist glücklich mit ihrem Mann verheiratet und hat drei Kinder. Ihre mütterliche Persönlichkeit hat, wenn sie bei der Arbeit eingesetzt wird, polarisierende Auswirkungen auf die jüngeren Mitarbeiter im Büro. In Staffel 4 offenbart sie, dass sie über ein beträchtliches Maß an Spionage- und Tarnfähigkeiten verfügt, indem sie Retsuko zeigt, wie man sich durch die Lüftungsschächte des Bürogebäudes schleicht.

### Anai (穴井)
• Sprecher 🇯🇵: Sota Arai

• Sprecher 🇩🇪:  Patrick Baehr

• Spezies: jap. Dachs
Ein Grünschnabel, der gerade seinen Hochschulabschluss gemacht hat und ab Staffel 2 neu in Retsukos Buchhaltungsabteilung eingestellt wurde. Oberflächlich betrachtet ist er sehr fröhlich und eifrig, betrachtet aber jede Art von Feedback als persönlichen Angriff. Dies veranlasst ihn dazu, denjenigen, der ihn „kritisiert“ hat, neurotisch per E-Mail zu belästigen, indem er eine schriftliche Entschuldigung verlangt und alle zukünftigen Gespräche mit der Drohung einer Eskalation aufzeichnet. Seine fachlichen und sozialen Fähigkeiten sind dementsprechend schwach ausgeprägt, obwohl er durch seine starre Haltung gegenüber Kritik auch immun ist gegen die Politik, die andere im Büro machen. Er ist jedoch empfänglich für Kabaes mütterlichen Ansatz und lernt durch sie allmählich, mit allen auszukommen, was darauf schließen lässt, dass er regelmäßig unter extremen Ängsten leidet. Er ist auch ein ausgezeichneter Koch und verkauft später seine selbst gekochten Mahlzeiten an seine Kollegen. In Staffel 3 wird er emotional stabiler, hat eine Freundin gefunden und schreibt nebenbei ein Kochbuch.

### Resasuke (れさすけ)
• Sprecher 🇯🇵: Shingo Kato

• Sprecher 🇩🇪: Jeremias Koschorz

• Spezies: roter Panda

Retsukos einstiger und selbstvergessener Freund in Staffel 1, der in der Verkaufsabteilung ihrer Handelsfirma arbeitet. Er hat den Spitznamen „Der Selbstzahlprinz“ (jap. & dt. Synchronisation) bzw. „Space Cadet“ (englische Synchronisation) und ist ständig in Gedanken versunken, unverantwortlich bei seinen Aufgaben, wortkarg und hat keinerlei soziales Bewusstsein. Er hat eine große Sammlung blühender Pflanzen zu Hause, was darauf hindeutet, dass sein Charakter eine Anspielung auf den japanischen Begriff der „Grasfresser-Männer“ ist.

### Tadano (只野)
• Sprecher 🇯🇵: Chiharu Sasa

• Sprecher 🇩🇪: Amadeus Strobl

• Spezies: Esel

Ein Startup-Unternehmer, der in Staffel 2 kurzzeitig fester Freund von Retsuko ist. Anfänglich als faul und arbeitslos dargestellt, ist Tadano in Wirklichkeit der Gründer seiner eigenen KI-Firma, die schnell an Wert gewinnt. Er ist sowohl unglaublich wohlhabend als auch intelligent. Tadanos Faulheit ist darauf zurückzuführen, dass er schnell das Interesse an jeder Aufgabe verliert, die er als banal empfindet. Er will sein KI-Programm der breiten Masse zugänglich machen, in der Hoffnung, dass die Gesellschaft den Spätkapitalismus hinter sich lässt und Programme wie das allgemeine Grundeinkommen unterstützt.
Retsuko verliebt sich langsam in den entspannten, aber zielstrebigen Tadano, nachdem sie ihn in der Fahrschule kennengelernt hat, ohne seine wahre Identität zu kennen, und beginnt eine echte, glückliche Beziehung mit ihm. Die Beziehung endet jedoch, als Tadano enthüllt, dass er kein Interesse daran hat, Kinder zu haben oder zu heiraten, da er Heirat als altmodisch ansieht. Tadano bleibt auch in späteren Staffeln eine wiederkehrende Figur, die sich mit den Menschen in Retsukos Umfeld anfreundet und sie und ihre Freunde weiterhin unterstützt, ohne eine Gegenleistung zu verlangen.

### Retsukos Mutter
• Sprecherin 🇯🇵: Maki Tsuruta

• Sprecherin 🇩🇪: Irina von Bentheim

• Spezies: roter Panda

Retsukos überhebliche Mutter, die derzeit keinen Namen trägt. Ab der zweiten Staffel besucht sie Retsuko regelmäßig und unangekündigt und versucht, sie zur Heirat mit einem der vielen Junggesellen zu drängen, die sie über Heiratsvermittler gefunden hat. Trotz ihrer fragwürdigen Handlungen, wie z. B. das Nachmachen von Retsukos Wohnungsschlüssel ohne ihre Erlaubnis oder Kenntnis, sorgt sie sich wirklich um Retsukos Wohlergehen. Sie gibt ihr viele Möglichkeiten, in das Erwachsenenalter hineinzuwachsen, indem sie sie, oft unter großem emotionalen Druck, Retsuko aus ihrer Komfortzone von „Arbeit, Haus, Telefon, Schlaf“ herausdrängt und für sie kocht und putzt, wenn sie zu Besuch ist.

### Hyodo (豹堂)
• Sprecher 🇯🇵: Sota

• Sprecher 🇩🇪: Bernd Vollbrecht

• Spezies: Leopard

Ein Entrepreneur, der tagsüber als Fensterputzer u. a. in Retsukos Firma arbeitet und nachts der Manager der aufstrebenden Idolgruppe „OTM Girls“ (kurz für Ōtemachi) ist. Retsuko lernt ihn kennen, als sie versehentlich in seinen Van kracht, was sie dazu zwingt, einen zweiten Job als Buchhalterin der Gruppe anzunehmen, um ihre Schulden bei ihm zu begleichen. Als Hyodo sie versehentlich dabei erwischt, wie sie in ihrem Karaoke-Lokal Death Metal singt, beschließt er, die OTM-Girls in eine Pop/Metal-Fusion zu bringen und zwingt Retsuko, sich in den Mittelpunkt der Gruppe zu stellen. Er macht ein Geheimnis aus seiner Arbeit mit den Mädchen, was darauf schließen lässt, dass er sich dafür schämt. Obwohl er sehr aggressiv und einschüchternd ist, wird angedeutet, dass seine Wut nur eine Fassade ist, um seine Gefühle über sein eigenes Versagen und seine Inkompetenz zu verbergen, da er finanziell sehr schlecht dasteht.

### Manaka (マナカ)
• Sprecher 🇯🇵: SAYUMI

• Sprecher 🇩🇪: Rubina Nath

• Spezies: Chinchilla

Die standfeste Leadsängerin der OTMGirls. Im krassen Gegensatz zu Retsukos extrem passiver Persönlichkeit ist Manaka selbstbewusst und frech. Sie benimmt sich oft wie eine Diva, aber sie kümmert sich aufrichtig um ihre Mitmenschen, einschließlich Retsuko. Ihr freches Auftreten rührt daher, dass sie sich die Anerkennung anderer weder wünscht oder sich darum schert, was Andere von ihr denken. Sie ermutigt Retsuko, weniger Angst davor zu haben, andere zu verärgern, sei es aus Versehen oder aus anderen Gründen. Wenn sie nicht auftritt, arbeitet sie als Verkäuferin in einem örtlichen Supermarkt.

### Inui (戌井)
• Sprecherin 🇯🇵: Rina Inoue

• Sprecherin 🇩🇪: Lisa May-Mitsching

• Spezies: Hund (Barsoi)

Sie arbeitet in der Abteilung für allgemeine Angelegenheiten in Retsukos Firma. Inui ist eine süße, sanfte und fürsorgliche Frau, die nach einer zufälligen Begegnung versucht, eine Beziehung mit Haida aufzubauen. Obwohl die beiden aufgrund ihrer gemeinsamen Vorliebe für Punkrock einen guten Start haben und Fenneko und Gori Haida unter Druck setzen, sie zu akzeptieren, lehnt Haida sie schließlich ab. Obwohl sie sichtlich verletzt ist, nimmt Inui die Ablehnung anmutig hin.

### Himuro (ヒムロ)
• Sprecher 🇯🇵: Yohei Azakami

• Sprecher 🇩🇪: Jaron Löwenberg

• Spezies: Hund (Saluki)

Er ist der externe Direktor von Retsukos Firma. Himuro wird in Staffel 4 eingeführt und zum CEO befördert, nachdem der ursprüngliche CEO ins Krankenhaus eingeliefert wurde. Er ist sehr streng und möglicherweise soziopathisch, legt großen Wert auf Gehorsam und ist entschlossen, das Unternehmen um jeden Preis zu modernisieren. Während seine anfänglichen Methoden finanziell solide sind, beginnt Himuro ungeniert, Leute aus der Buchhaltungsabteilung zu entlassen, um Kosten zu sparen, und befördert Haida zum Leiter der Buchhaltung. Umgeben von feindseligen Vorstandsmitgliedern, die ihn als aufstrebenden Außenseiter betrachten, befiehlt Himuro schließlich Haida, die Bücher zu fälschen. Er kündigt, nachdem er von den anderen Mitgliedern der Buchhaltungsabteilung des Betrugs überführt wurde.

## Synchronisation
Die deutsche Synchronisation wurde von dem Synchronstudio VSI Berlin übernommen.
Dialogregie führte Stefan Kaiser.

## Medien

### TV-Anime
Eine Serie von 100 einminütigen Anime-Kurzfilmen unter der Regie von Rarecho by Fanworks wurde zwischen dem 2. April 2016 und dem 31. März 2018 im Rahmen des Fernsehprogramms Ō-sama Brunch auf Tokyo Broadcasting System Television ausgestrahlt. Pony Canyon begann am 18. Januar 2017 mit der Veröffentlichung der Kurzfilme auf DVD.

### Handyspiel
Im Juli 2020 wurde ein Handyspiel, Aggretsuko: The Short Timer Strikes Back, von Hive für Android- und iOS-Geräte veröffentlicht. Bei dem Spiel handelt es sich um ein Puzzle-Spiel, bei dem es darum geht, dass Aggretsuko mit der Arbeit beginnt, die Möbel für das neue Firmengebäude zu bauen, ähnlich wie bei Spielen wie Gardenscapes. Für jeweils zehn abgeschlossene Levels kann der Nutzer die Episoden der einminütigen Original-TV-Anime-Kurzfilme herunterladen und ansehen.

### Netflix-Serie
Im Dezember 2017 wurde eine Netflix-Originalserie angekündigt, bei der Rarecho als Regisseur und Autor zu Fanworks zurückkehrt. Die erste Staffel, bestehend aus zehn Episoden, wurde am 20. April 2018 weltweit veröffentlicht, eine zweite Staffel wurde am 14. Juni 2019 veröffentlicht. Die dritte Staffel feierte am 27. August 2020 Premiere. Die Vierte feierte am 16. Dezember 2021 Premiere.
Ein Weihnachtsspecial wurde am 20. Dezember 2018 veröffentlicht.

### Serienübersicht
International wurden fünf Staffeln mit jeweils 10 Episoden veröffentlicht.

## Rezeption
Aggretsuko wurde in Amerika von der Kritik gelobt. Die erste Staffel der Netflix-Serie hat eine perfekte Kritikerbewertung auf Rotten Tomatoes, basierend auf 25 Rezensionen. Der Konsens der Kritiker lautet: „Einzigartig düster für ein Sanrio-Produkt, verbindet Aggretsuko bissige Unternehmenssatire mit liebenswerten Charakteren und absurder Komik zu einer überraschenden, aufschlussreichen Ergänzung der Welt der Animation.“ Die Serie wurde für ihre satirische Darstellung der japanischen Arbeitsplatzkultur und des Drucks, dem Millennial-Frauen in der Arbeitswelt ausgesetzt sind, gelobt. IndieWire gab der Serie ein B+ und bemerkte die deutlich japanischen Stilelemente der Animation, die sie von amerikanischen Produktionen abheben. The A.V. Club lobte Aggretsuko für den Umgang mit reifen Themen wie Frauenfeindlichkeit und Angst am Arbeitsplatz, kritisierte aber die romantische Nebenhandlung von Staffel 1 und nannte sie „aggressiv lausig“. Auch die zweite Staffel erhielt allgemein positive Kritiken, und hält eine perfekte Bewertung auf Rotten Tomatoes, basierend auf 8 Kritiken. Die dritte Staffel hat ebenfalls eine perfekte Bewertung auf Rotten Tomatoes, basierend auf 5 Kritiken.

### Auszeichnungen
Aggretsuko wurde für einen Ursa Major Award in der Kategorie Best Dramatic Series nominiert. Die Ursa Major Awards werden im Bereich der Furry-Fandom-Werke vergeben und sind die wichtigsten Auszeichnungen im Bereich des Anthropomorphismus.